# Christoph von Platen
Christoph Gustav Anton Rickmann von Platen (* 20. April 1838 in Moisselbritz, Kreis Bergen; † 19. Januar 1909 in Stralsund) war preußischer Gutsbesitzer und Politiker.

## Familie
Er entstammte dem alten Rügen-pommerschen Adelsgeschlecht der Platen und war der Sohn des königlich schwedischen Rittmeisters a. D. Joachim Christoph von Platen (1795–1869), Gutsherr auf Venz, Dornhof, Poggenhof und Retelitz auf der Insel Rügen, und Hedwig von Wolffradt (1805–1850).
Platen heiratete am 14. November 1872 auf Gut Dubkevitz Margarethe von Berg (* 16. Oktober 1852 auf Gut Dubkevitz; † 16. Juni 1944 in Bohlendorf (heute Ortsteil von Wiek, Rügen)), die Tochter von Friedrich von Berg, Gutsherr auf Dubkevitz, und Elisabeth von Arnim.

## Leben
Platen legte zu Michaelis 1857 sein Abitur am St.-Katharinen-Gymnasium in Stralsund ab. Er studierte zunächst Rechtswissenschaften in Heidelberg, dann Forstwissenschaften und wurde preußischer Oberförster. 1879 schied er aus dem Staatsdienst aus und wurde Gutsbesitzer auf dem Familiengut Venz, königlich preußischer Oberleutnant a. D. und Kreisdeputierter des Landkreises Rügen. Von 1892 bis zu seinem Tod 1909 war er auf Präsentation des alten und des befestigten Grundbesitzes im Landschaftsbezirk Neuvorpommern und Rügen Mitglied des Preußischen Herrenhauses.